# ラ・ベスティア・デル・リング
ラ・ベスティア・デル・リング（La Bestia del Ring、1969年4月7日 - ）は、メキシコの男性プロレスラー、覆面レスラー。
コマンダンテ・ピエロー（Comandante Pierroth）など多数の旧リングネームがある。本名はアルトゥール・ムニョス・サンチェス（Arthur Muñoz Sánchez）。息子にルーシュ、ドラリスティコ、ドラゴン・リーがいる。

## 来歴
プロレスラーになるため、ディアブロ・ベラスコが主宰するディアブロ・ベラスコ・ジムにてトレーニングを開始し、1994年に覆面レスラー、ドクトル・ケント（Dr. Kent）のリングネームでプロレスデビューを果たす。その後、リングネームをトロ・ブランコ（Toro Blanco）と改めて活動し、CMLL参戦時おいては、ポデル・インディオ（Poder Indio）の名義で活動。
2001年6月、ピエロー・ジュニア率いるロス・ボリクアス（Los Boricuas）の一員となり、ポデル・ボリクア（Poder Boricua）に改名。9月28日、アニベルサリオ 68にて、エル・マルクス・ジュニア、ヴィオレンシアとのトリオで、ナショナルトリオ王座を保持するミステル・ニエブラ & オリンピコ & サファリ組と対戦したが、敗戦し王座奪取とはならなかった。
2002年1月、ロス・ボリクアスから脱退。これを機にかつてのボリクアスのチームメイト、ヴェネーノ & ヴィオレンシアと抗争を繰り広げる。7月よりポデル・メキシカ（Poder Mexica）と改名し、同月14日、ドミンゴス・アレナ・メヒコにて、ミステル・メヒコとのタッグで、ヴェネーノ & ヴィオレンシア組とコントラ・マッチで対戦。この試合に敗戦し、メヒコは髪の毛を刈られ、自身は身に着けていたマスクを剥がされて正体を明かした。
その後はリング上から離れ、長らくセミリタイア状態が続いていたが、2013年5月よりリングネームをコマンダンテ・ピエロー（Comandante Pierroth）と改めて、CMLLに復帰を果たし、ピエロシート、ペケーニョ・ヴィオレンシア、ラ・コマンダンテ、セウシスらと共にコマンドー・カリベーノ（Comando Caribeno）を結成した。その後、チームにミステリオッソ・ジュニア、エル・サグラドを引き入れ、CMLLの前座戦線を賑わせる。
2016年3月18日、オメナヘ・ア・ドス・レジェンダスにて、マキシモ・セクシー vs ルーシュの試合で、入場の際にルーシュの替え玉として登場し、そのままルーシュのセコンドにつくという行動に出る。同月25日、アレナ・メヒコ金曜定期戦にて、ルーシュ、ラ・マスカラとのトリオで入場。試合前にマスカラからロス・インゴベルナブレス（Los Ingobernables）のTシャツを差し出されると、Tシャツに袖を通して、正式にインゴベルナブレスのメンバーとして加入を果たした。

## 得意技

### 打撃技
エルボー
エルボー・スタンプ
バックハンド・チョップ
チョップ・スマッシュ
ナックル・パンチ
ローブロー
ドロップキック
ロー・ドロップキック

### 投げ技
ブレーンバスター
タースーパープレックス
DDT
パワーボム
パワースラム